# بيدرو مونيوث دي لا توري
بيدرو مونيوث دي لا توري (بالإسبانية: Pedro Muñoz de la Torre)‏ هو مدرب كرة قدم ولاعب كرة قدم مكسيكي في مركز الدفاع، ولد في 19 أكتوبر 1966 في توريون في المكسيك. لعب مع سانتوس لاغونا.